# Chiesa di Sant'Agnese (Ferrara)
La chiesa di Sant'Agnese è un edificio cattolico di Ferrara situato in via del Carbone all'angolo con via delle Scienze.

## Storia
Svolgeva la funzione di parrocchia già nel 1114: il Guarini in un documento datato al 1159 la trova citata come "Ferrariæ sub canonica Sanctæ Agnetis" ovvero dotata di una canonica quindi con la residenza dei monaci benedettini; Sant'Agnese quindi, possedeva un chiostro.
All'inizio del XV secolo la chiesa iniziò ad essere ampliata fino a raggiungere le dimensioni attuali; gli venne modificata la facciata e la cella campanaria nelle forme in cui oggi la vediamo.
Nel 1520 la casata degli Estensi ne ottenne il priorato di potestà; Dal 1711 al 1750 fu priore di questa chiesa Ludovico Antonio Muratori, grazie al quale si fecero notevoli restauri alla chiesa.  Nella seconda metà del Settecento si volle ammodernare la chiesa che risultò ad aula con tre altari. I lavori, guidati dell'architetto Francesco Azzolini, non andarono oltre il rifacimento dell'abside e della tribuna a causa della morte del committente, Don Pietro Levante. Alla fine di questo secolo iniziarono le modifiche al suo interno. Nel 1806 venne soppressa ed aggregata a San Gregorio Magno sino a poco tempo dopo in cui la Pia Congregazione Artieri e Mercanti che ne curò per oltre un secolo l'officiatura e nel 1842 e nel 1927 si impegnò a restaurarla.
Nel 1841 venne restaurata ed affrescata nuovamente, mentre nel 1927 sempre grazie alla succitata congregazione venne ripristinata un po' nelle strutture.
Nel 1936, divenuta la chiesa dell'Università, fu sottoposta a lavori di restauro promossi dall'associazione Ferrariae Decus che la riportarono alle linee quattrocentesche.
Dietro l'altare maggiore si trova l'organo, costruito da Filippo ed Andrea Fedeli nel 1777.
Lo strumento, a trasmissione integralmente meccanica, ha consolle a finestra, con unica tastiera di 45 tasti con prima ottava scavezza e pedaliera a leggio scavezza di 9 note costantemente unita al manuale.
Adiacente alla chiesa di Sant'Agnese sul lato che si affaccia su via della Scienze si trova l'ex chiesa detta di Sant'Agnesina per distinguerla dalla chiesa priorale.